# Argor-Heraeus
Das schweizerische Unternehmen Argor-Heraeus ist eine Affinerie, die Edelmetalle in Barren giesst. Neben klassischen Barren stellt das Unternehmen auch Münzbarren, Kinebarren, geprägte Barren sowie Münzen und Medaillen her. Die Produktionsfähigkeit des Unternehmens beträgt 800 Tonnen Gold pro Jahr (Stand 2016).

## Geschichte
Das Unternehmen wurde 1951 unter dem Namen Argor SA mit Sitz in Chiasso gegründet. 1953 ging es auf die UBS-Bank und 1986 in das Gemeinschaftsunternehmen Argor-Heraeus SA über, an dem die UBS und das deutsche Unternehmen Heraeus beteiligt waren. 1988 wurde der Unternehmenssitz nach Mendrisio verlegt. In den Folgejahren beteiligten sich die deutsche Commerzbank und die Münze Österreich an dem Unternehmen.
Zu Beginn der 2010er-Jahre sah sich Argor-Heraeus Vorwürfen ausgesetzt, in den 2000er-Jahren Konfliktgold verarbeitet zu haben. Die Bundesanwaltschaft leitete daraufhin ein Ermittlungsverfahren ein, das jedoch im März 2015 eingestellt wurde.
Medienberichten zufolge stand das Unternehmen 2016 zum Verkauf.
Im April 2017 übernahm Heraeus sämtliche Anteile am Unternehmen, das weiterhin als Argor-Heraeus firmiert.